# Pano Kivides
Pano Kivides (griechisch Πάνω Κυβίδες), manchmal auch nur Kivides, ist eine Gemeinde im Bezirk Limassol in der Republik Zypern. Bei der Volkszählung im Jahr 2021 hatte sie 900 Einwohner.

## Name
Die Hauptversion der Herkunft des Namens Kivides besagt, dass das Dorf seinen Namen von der mittelalterlichen zypriotischen Adelsfamilie „de Quevides“ (oder „de Chivides“) erhielt. Eine andere Version besagt, dass der Name von dem Cyvidit-Stein stammt, der auf natürliche Weise in Form eines Würfels aus der Erde kam.
Laut dem Linguisten Menelaos Christodoulou stammt der Name Kivides außerdem vom altfranzösischen Wort „Guivides“, was „große Weinberge“ oder „große Wälder“ bedeutet.
Auf offiziellen Karten wird das Dorf Kyvides geschrieben, während es in der offiziellen Liste der zypriotischen Toponyme (1982) Kivides geschrieben wird. In einem Dokument des Archimandriten Kyprianou wird der Name Kybides geschrieben.

## Lage und Umgebung

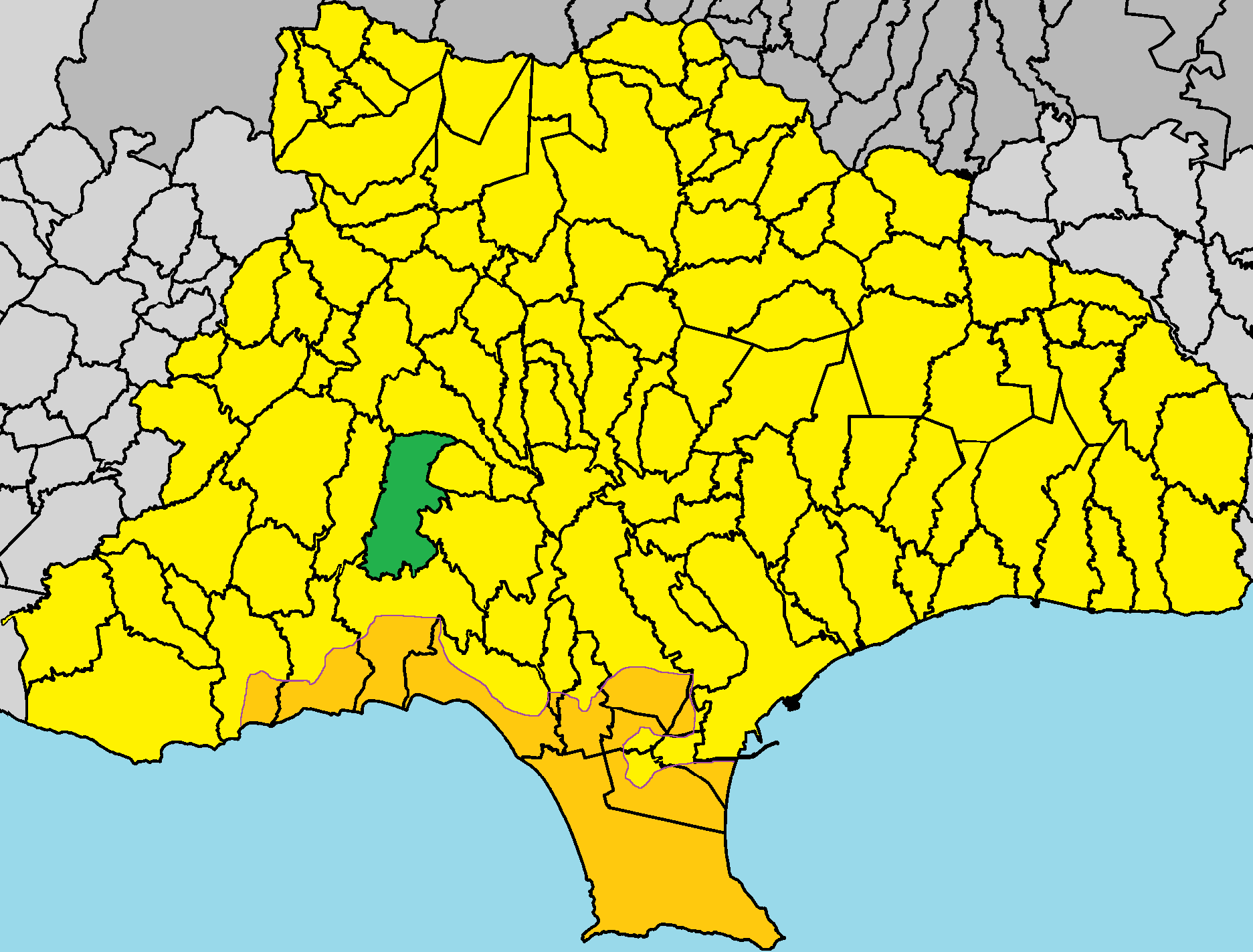
Lage im Bezirk Limassol

Pano Kivides liegt im Süden der Mittelmeerinsel Zypern in der geografischen Region Krasochori auf einer Höhe von etwa 530 Metern, etwa 25 Kilometer nordwestlich von Limassol. Das 17,5998 Quadratkilometer große Dorf grenzt im Westen an Agios Amvrosios, im Norden an Agios Therapon, im Osten an Kato Kivides und Souni-Zanakia und im Süden an Sotira. Das Dorf kann über die Straße E601 erreicht werden.

## Geschichte
Die ersten schriftlichen Erwähnungen von Pano Kivides stammen aus fränkischer Zeit. Das Dorf gehörte wahrscheinlich Hector de Civides, einem Beamten des Königreichs. 1461 wurde Hector de Civides von König Jakob II. als Verräter hingerichtet, weil er sich auf die Seite von Königin Charlotte, der Gegnerin des Königs, gestellt hatte. 1468 wurde Pano Kivides zusammen mit anderen Dörfern von König Jakob II. an seine Mutter Marietta de Patras gespendet.
Laut Louis de Mas Latrie gehörte das Dorf irgendwann den Grafen von Edessa. Außerdem erwähnt Florios Boustronios, dass Pano Kivides in der Zeit von 1464 bis 1468 Morpho de Grinier gehörten. 1530 wurde Pano Kivides von Antonello Von gekauft, der Sekretär der venezianischen Verwaltung in Zypern war.
Bis 1970 wurde das Dorf drei Kilometer weiter westlich gebaut. Aufgrund der vielen Überschwemmungen und der Erosion der einstürzenden Häuser verlegte die zypriotische Regierung das Dorf an seinen heutigen Standort.

### Bevölkerungsentwicklung
Laut den in Zypern durchgeführten Volkszählungen erlebte die Bevölkerung des Dorfes mehrere Höhen und Tiefen. In den letzten Jahrzehnten nahm die Bevölkerung zu. Die folgende Tabelle zeigt die Bevölkerung von Pano Kivides, wie sie in den in Zypern durchgeführten Volkszählungen erfasst wurde.
| Jahr      | 1881 | 1891 | 1901 | 1911 | 1921 | 1931 | 1946 | 1960 | 1976 | 1982 | 1992 | 2001 | 2011 | 2021 |
| Einwohner | 216  | 282  | 311  | 407  | 495  | 437  | 504  | 456  | 493  | 509  | 609  | 694  | 707  | 900  |